# Coupe de Suisse de hockey sur glace 2018-2019
Navigation
2017-2018 2019-2020
La Coupe de Suisse de hockey sur glace 2018-2019 est la 16e édition de cette compétition de hockey sur glace organisée par la Fédération suisse de hockey sur glace. 32 équipes y prennent part : les 12 clubs de National League, 10 des 11 formations de Swiss League, ainsi que différents clubs de MySports League voire de 1re, 2e ou de 3e ligue issus des qualifications. Les Rapperswil-Jona Lakers sont les tenants du titre. Il manquent toutefois le doublé en s'inclinant, toujours à domicile, en finale contre le EV Zoug, dont c'est le premier titre depuis celui de champion de Suisse en 1998.

## Formule
La compétition se déroule en cinq tours. Les vainqueurs d'un tour se qualifient directement pour le prochain tour. Des matches de qualification ont lieu pour déterminer quelles équipes de MySports League, de 1re, 2e ou de 3e ligue entrent dans le tableau principal.
Le temps de jeu réglementaire pour tous les matchs est de 60 minutes (3 x 20 minutes).
S'il y a égalité après 60 minutes de jeu, une prolongation de cinq minutes est jouée en seizièmes, huitièmes, quarts et demi-finales, avec quatre joueurs de champ plus un gardien pour chaque équipe (si aucune pénalité n'est en cours), sans nettoyage préalable de la glace. L'équipe qui marque le premier but lors de la prolongation remporte la partie.
En finale, une prolongation de 20 minutes est jouée, avec cinq joueurs de champ plus un gardien pour chaque équipe (si aucune pénalité n'est en cours). L'équipe qui marque le premier but lors de la prolongation remporte la partie.
Si le score est toujours égal après la prolongation, il est immédiatement procédé à une séance de tirs au but avec cinq joueurs de chaque équipe figurant sur le rapport de match officiel.

## Participants au tableau principal
| National League (NL)      | Swiss League (SL)    | MySports League (MSL) | 1re ligue (1L) |
| ------------------------- | -------------------- | --------------------- | -------------- |
| HC Ambrì-Piotta           | HC Ajoie             | HC Bâle               | SC Rheintal    |
| CP Berne                  | HC La Chaux-de-Fonds | EHC Brandis           |                |
| HC Bienne                 | GCK Lions            | EHC Bülach            |                |
| HC Davos                  | EHC Kloten           | EHC Dübendorf         |                |
| HC Fribourg-Gottéron      | SC Langenthal        | HC Guin Bulls         |                |
| Genève-Servette HC        | HC Olten             | HC Sierre             |                |
| SC Langnau Tigers         | HC Thurgovie         | Star-Forward          |                |
| Lausanne HC               | HC Viège             | HC Thoune             |                |
| HC Lugano                 | EHC Winterthour      | EHC Wiki-Münsingen    |                |
| SC Rapperswil-Jona Lakers | EV Zoug Academy      |                       |                |
| EV Zoug                   |                      |                       |                |
| ZSC Lions                 |                      |                       |                |

## Nombre d'équipes par ligue et par tour
| Ligue/Manche             | Seizièmes de finale | Huitièmes de finale | Quarts de finale | Demi- finales | Finale |
| ------------------------ | ------------------- | ------------------- | ---------------- | ------------- | ------ |
| National League 12 clubs | 12                  | 12                  | 7                | 4             | 2      |
| Swiss League 10 clubs    | 10                  | 4                   | 1                | Aucun         | Aucun  |
| MySports League 9 clubs  | 9                   | Aucun               | Aucun            | Aucun         | Aucun  |
| 1re ligue 1 club         | 1                   | Aucun               | Aucun            | Aucun         | Aucun  |
| Total                    | 32                  | 16                  | 8                | 4             | 2      |

## Résultats

### Seizièmes de finale

#### Groupe ouest
| 19 septembre 2018 | HC Ajoie SL | 2-7 (0-3, 2-2, 0-2) | NL Lausanne HC | Patinoire du Voyeboeuf, Porrentruy 1 104 spectateurs |

| 19 septembre 2018 | HC Guin Bulls MSL | 0-3 (0-0, 0-2, 0-1) | SL HC La Chaux-de-Fonds | Eisbahn Sense-See, Guin 723 spectateurs |

| 19 septembre 2018 | HC Viège SL | 2-4 (2-1, 0-0, 0-3) | NL Genève-Servette HC | Litterna-Halle, Viège 2 050 spectateurs |

| 20 septembre 2018 | Star-Forward MSL | 0-8 (0-2, 0-5, 0-1) | NL HC Bienne | Patinoire des Eaux-Minérales, Morges 510 spectateurs |

| 20 septembre 2018 | HC Sierre MSL | 2-7 (1-2, 0-3, 1-2) | NL HC Fribourg-Gottéron | Patinoire de Graben, Sierre 3 023 spectateurs |

#### Groupe central
| 19 septembre 2018 | HC Bâle MSL | 0-6 (0-2, 0-2, 0-2) | NL SC Langnau Tigers | Arena Saint-Jacques, Bâle 1 734 spectateurs |

| 19 septembre 2018 | EHC Wiki-Münsingen MSL | 0-6 (0-1, 0-1, 0-4) | NL CP Berne | Sagibach Halle, Wichtrach 2 200 spectateurs |

| 20 septembre 2018 | EV Zoug Academy SL | 2-1 (pr) (0-0, 0-1, 1-0, 1-0) | SL SC Langenthal | Bossard Arena, Zoug 402 spectateurs |

| 20 septembre 2018 | EHC Brandis MSL | 1-8 (0-0, 0-4, 1-4) | NL HC Lugano | Kunsteisbahn Brünnli, Hasle-Rüegsau 1 361 spectateurs |

| 20 septembre 2018 | HC Thoune MSL | 3-6 (1-0, 0-3, 2-3) | SL HC Olten | Grabengut, Thoune 701 spectateurs |

#### Groupe est
| 19 septembre 2018 | GCK Lions SL | 1-7 (0-2, 0-4, 1-1) | NL HC Davos | KEK, Küsnacht 1 105 spectateurs |

| 19 septembre 2018 | EHC Winterthour SL | 1-4 (0-3, 0-1, 1-0) | NL EV Zoug | Eishalle Deutweg, Winterthour 1 185 spectateurs |

| 19 septembre 2018 | HC Thurgovie SL | 0-5 (0-2, 0-2, 0-1) | NL HC Ambrì-Piotta | Güttingersreuti, Weinfelden 1 565 spectateurs |

| 20 septembre 2018 | SC Rheintal 1L | 0-13 (0-2, 0-4, 0-7) | SL EHC Kloten | Sportzentrum Widnau, Widnau 1 510 spectateurs |

| 20 septembre 2018 | EHC Bülach MSL | 2-3 (0-1, 2-1, 0-1) | NL ZSC Lions | Sportzentrum Hirslen, Bülach 2 048 spectateurs |

| 20 septembre 2018 | EHC Dübendorf MSL | 0-5 (0-2, 0-1, 0-2) | NL SC Rapperswil-Jona Lakers | Im Chreis, Dübendorf 1 731 spectateurs |

### Huitièmes de finale
Le tirage au sort a désigné le HC Fribourg-Gottéron comme équipe recevante, mais comme la BCF-Arena est en travaux à la date de la rencontre, celle-ci a lieu à la PostFinance Arena, la patinoire du CP Berne.
| 20 octobre 2018 | HC Lugano NL | 3-4 (2-2, 0-0, 1-2) | NL EV Zoug | Cornèr Arena, Lugano 3 408 spectateurs |

| 21 octobre 2018 | EV Zoug Academy SL | 1-6 (0-2, 0-1, 1-3) | NL Genève-Servette HC | Bossard Arena, Zoug 1 720 spectateurs |

| 21 octobre 2018 | EHC Kloten SL | 4-3 (1-3, 3-0, 0-0) | NL HC Bienne | Swiss Arena, Kloten 4 188 spectateurs |

| 21 octobre 2018 | SC Langnau Tigers NL | 5-3 (2-1, 2-1, 1-1) | NL ZSC Lions | Patinoire de l'Ilfis, Langnau 5 412 spectateurs |

| 21 octobre 2018 | HC Ambrì-Piotta NL | 3-1 (1-1, 0-0, 2-0) | NL Lausanne HC | Patinoire de la Valascia, Quinto 3 981 spectateurs |

| 21 octobre 2018 | HC Olten SL | 1-3 (0-1, 1-1, 0-1) | NL SC Rapperswil-Jona Lakers | Eisbahn Kleinholz, Olten 3 213 spectateurs |

| 21 octobre 2018 | CP Berne NL | 6-1 (2-0, 1-1, 3-0) | NL HC Fribourg-Gottéron | PostFinance Arena, Berne 7 543 spectateurs |

| 21 octobre 2018 | HC La Chaux-de-Fonds SL | 1-3 (0-1, 0-1, 1-1) | NL HC Davos | Les Mélèzes, La Chaux-de-Fonds 3 530 spectateurs |

### Quarts de finale
| 28 novembre 2018 | EHC Kloten SL | 3-4 (1-1, 2-0, 0-3) | NL EV Zoug | Swiss Arena, Kloten 5 009 spectateurs |

| 28 novembre 2018 | HC Davos NL | 3-4 (pr) (2-2, 0-1, 1-0, 0-1) | NL SC Rapperswil-Jona Lakers | Eisstadion Davos, Davos 2 689 spectateurs |

| 28 novembre 2018 | CP Berne NL | 6-4 (2-1, 1-2, 3-1) | NL HC Ambrì-Piotta | PostFinance Arena, Berne 6 312 spectateurs |

| 28 novembre 2018 | SC Langnau Tigers NL | 5-4 (0-2, 3-2, 2-0) | NL Genève-Servette HC | Patinoire de l'Ilfis, Langnau 5 074 spectateurs |

### Demi-finales
| 19 décembre 2018 | CP Berne NL | 2-3 (TB) (0-0, 2-1, 0-1, 0-0) | NL EV Zoug | PostFinance Arena, Berne 9 821 spectateurs |

| 19 décembre 2018 | SC Rapperswil-Jona Lakers NL | 3-2 (2-0, 0-1, 1-1) | NL SC Langnau Tigers | St. Galler Kantonalbank Arena, Rapperswil-Jona 4 513 spectateurs |

### Finale
| 3 février 2019 | SC Rapperswil-Jona Lakers NL | 1-5 (0-3, 1-0, 0-2) | NL EV Zoug | St. Galler Kantonalbank Arena, Rapperswil-Jona 6 100 spectateurs |